# Paduniella vattagamani
Paduniella vattagamani är en nattsländeart som beskrevs av Schmid 1958. Paduniella vattagamani ingår i släktet Paduniella och familjen tunnelnattsländor. Inga underarter finns listade i Catalogue of Life.